# Parafia Najświętszej Maryi Panny Nieustającej Pomocy w Jaworznie
Parafia Matki Bożej Nieustającej Pomocy w Jaworznie – rzymskokatolicka parafia położona w diecezji sosnowieckiej.

## Historia parafii
Parafia pw. NMP Nieustającej Pomocy na Osiedlu Stałym w Jaworznie została erygowana 6 stycznia 1984 r. przez kard. Franciszka Macharskiego.
Pierwszym proboszczem parafii, budowniczym kościoła, plebanii oraz cmentarza był ks. prał. Józef Lenda.
Kościół parafialny wzniesiono według projektu architekta Stanisława Habowskiego w latach 1983–1997. Jego konsekracji dokonał bp Adam Śmigielski SDB 27 października 2007.

## Zasięg parafii
Do parafii należą wierni mieszkający w Jaworznie, w obrębie następujących ulic: Armii Krajowej, Daleka, Darwina, Długoszyńska nr 17-49 oraz 38-66, Energetyków, Grunwaldzka 285 (hotel), Inwalidów Wojennych, Jabłonowa, Jaśminowa, Kalinowa, Kamińskiego, Katowicka, Klonowa, Kolbego, Kolonia Ryszard, Koszarowiec, Kusocińskiego, Kwiatowa, Łukasiewicza, Martyniaków, Morcinka, Muchy, Nad Przemszą, Partyzantów, Powstańców Śląskich, Promienna, Puszkina, Radosna, Sempołowskiej, Skłodowskiej, Stachurki, Staffa, Starowiejska, Storczyków, Stwosza, Tysiąclecia, Wojska Polskiego, Wyczółkowskiego i Wysoki Brzeg.

## Proboszczowie
- ks. prał. Józef Lenda (1978–2023)
- ks. prał. dr Włodzimierz Skoczny (od 2023)